# أي إيه آر 330
أي إيه آر 330 (بالإنجليزية: IAR 330)‏ هي مروحية متعددة الأغراض، وهي نسخة من مروحية ايروسباسيال أس إيه 330 بوما. أنتجت في 1975 برومانيا. من صناعة الصناع ايرونوتيكا رومانا. كان أول طيران لها في 22 أكتوبر 1975. ومازالت في الخدمة حتى الآن. صنع منها 163 طائرة.

## المستخدمون
- القوات الجوية الإماراتية
- القوات الجوية السودانية

## وصلات خارجية
- الموقع الرسمي